# Rófuborg
Rófuborg är en kulle i republiken Island. Den ligger i regionen Västlandet, 90 km norr om huvudstaden Reykjavík. Toppen på Rófuborg är 456 meter över havet. Rófuborg ingår i Ljósufjöll.
Trakten runt Rófuborg är nära nog obefolkad, med mindre än två invånare per kvadratkilometer. Trakten runt Rófuborg består i huvudsak av gräsmarker.